# Enoploides typicus
Enoploides typicus är en rundmaskart som beskrevs av Ssaweljev 1912. Enoploides typicus ingår i släktet Enoploides och familjen Enoplidae. Inga underarter finns listade i Catalogue of Life.